# France au Concours Eurovision de la chanson 1972
La France a participé au Concours Eurovision de la chanson 1972 à Édimbourg, au Royaume-Uni. C'est la dix-septième participation de la France au Concours Eurovision de la chanson.
Le pays est représenté par Betty Mars et la chanson Comé-comédie, sélectionnés en interne par l'ORTF.

## Sélection
L'Office de radiodiffusion-télévision française (ORTF) choisit l'artiste et la chanson en interne pour représenter la France au Concours Eurovision de la chanson 1972.

## À l'Eurovision

### Points attribués par la France
| 10 points |                                                |
| 9 points  | Royaume-Uni                                    |
| 8 points  | Allemagne Luxembourg                           |
| 7 points  |                                                |
| 6 points  | Autriche Pays-Bas                              |
| 5 points  | Espagne Italie Suisse                          |
| 4 points  | Portugal Yougoslavie                           |
| 3 points  | Belgique Finlande Irlande Monaco Norvège Suède |
| 2 points  | Malte                                          |

### Points attribués à la France
| 10 points                                   | 9 points      | 8 points          | 7 points                                | 6 points            |
| ------------------------------------------- | ------------- | ----------------- | --------------------------------------- | ------------------- |
|                                             | - Royaume-Uni | - Luxembourg      | - Belgique - Norvège                    | - Monaco - Pays-Bas |
| 5 points                                    | 4 points      | 3 points          | 2 points                                | 1 point             |
| - Allemagne - Irlande - Malte - Yougoslavie | - Finlande    | - Italie - Suisse | - Autriche - Espagne - Portugal - Suède |                     |

Betty Mars interprète Comé-comédie en 2e position lors du concours suivant l'Allemagne et précédant l'Irlande. Au terme du vote final, la France termine 11e sur 18 pays, obtenant 81 points.